# Mizutani Yuichi
Yuichi Mizutani (sinh ngày 26 tháng 5 năm 1980) là một cầu thủ bóng đá người Nhật Bản.

## Sự nghiệp câu lạc bộ
Yuichi Mizutani đã từng chơi cho Shonan Bellmare, Avispa Fukuoka, Cerezo Osaka, Kashiwa Reysol, Kyoto Sanga FC và Kataller Toyama.